# رابرت گارلند (تاریخ)
رابرت گارلند (انگلیسی: Robert Garland؛ زادهٔ ۲۵ سپتامبر ۱۹۴۷) دانشمند در زمینه مطالعات کلاسیک اهل بریتانیا است.

## بیوگرافی
رابرت گارلند بی‌ای خود را در کلاسیک در دانشگاه منچستر و بعداً Master of Arts. را در کلاسیک در دانشگاه مک‌مستر کسب کرد. او دکترا خود را در تاریخ باستان از کالج دانشگاهی لندن دریافت کرد. گارلند برنامه فولبرایت بوده و جایزه تاریخ باستان جورج گروت را دریافت کرده است. او استاد دانشگاه کلگیت است و در مدرسه باستان شناسی بریتانیا در آتن تدریس کرده است. گارلند کتاب های متعددی در مورد تاریخ یونان باستان نوشته است و مشاور بسیاری از تولیدات آموزشی مانند آخرین جایگاه سیصد توسط هیستوری (شبکه تلویزیونی).